# Château des Cars
Le château des Cars est un ancien château fort, aujourd'hui en ruine, dont les vestiges se dressent sur la commune française des Cars dans le département de la Haute-Vienne, en région Nouvelle-Aquitaine.
Le château a été depuis le XVIe siècle jusqu'à la Révolution un des plus prestigieux du Limousin en raison de la qualité de ses aménagements et de la renommée de ses seigneurs.

## Localisation
Le château est situé en bordure du bourg des Cars, établi sur un faible éperon de la bordure septentrionale des monts de Châlus, à environ 27 kilomètres de Limoges dans le département français de la Haute-Vienne. Le bourg s'est constitué au Moyen Âge sur le territoire de l'ancienne paroisse de Flavignac, autour d'une chapelle dédiée à sainte Madeleine et d'une prévôté de l'abbaye Saint-Martial de Limoges. Le château s'est implanté entre le bourg prioral et le reste de l'éperon.

## Historique
Fief et château principal de la famille Pérusse des Cars.
Le domaine seigneurial des Cars, constitué en 1260 de la vigerie de Flavignac et des Cars, mouvantes de celle de Lastours, ne devient une châtellenie indépendante qu'en 1479.
À la fin du XIe siècle, Rannulfe de Lastours avait donné le village des Cars (Cadris ou Quadris) à l'abbaye Saint-Martial de Limoges pour y établir une prévôté.
Au XIIIe siècle la famille de Barry, attestée par des milites mentionnés dans les archives des castra de Lastours et d'Aixe, possèdent aux Cars un hôtel (hospicium en 1367, fortalicium en 1385, hospicium et hostel en 1435) avec des droits seigneuriaux comme vassaux des Lastours.
L'histoire de la seigneurie des Cars est celle de son émancipation de celle de Lastours pour devenir une châtellenie ne relevant que du roi. Pendant ce processus, l'hôtel des Cars (hospicium Cadris) change de famille avec le mariage de Gabrielle de Barry avec Audoin Peyrusse, qui s'y établit et dont les descendants construiront un véritable château (castrum en 1445).
Geoffroy Pérusse, proche des rois de France dont François Ier, et des rois de Navarre, fit bâtir une somptueuse résidence aristocratique aux Cars, devenu le lieu de résidence principal de la famille.
Le château fut construit selon des préoccupations résidentielles plutôt que défensives. Il est un témoignage du début de la Renaissance en Limousin. Des fouilles archéologiques ont révélé, dans les années 1990 et 2000, un mobilier particulièrement riche. De la vaisselle précieuse, des objets de verre et de métal, ainsi que de nombreuses sculptures et bas-reliefs ont été retrouvés. Ils sont visibles dans une salle d’exposition sur place, qui complète la visite du château.
François de Pérusse des Cars, petit-fils de Geoffroy, renforça les défenses du château pendant les guerres de Religion. La tour d’artillerie, encore présente à l’angle Sud-Ouest, et le creusement du fossé sont les éléments les plus visibles de cette remise en défense du château. L’apparition des armes à feu, aux XVe siècle et surtout au XVIe siècle, avait rendu nécessaire l’aménagement d’ouvrages défensifs particuliers. On peut ainsi noter la présence de nombreuses canonnières, ouvertures circulaires permettant le tir avec des armes à feu, sur les structures du château encore en place. La tour elliptique de l’angle Sud-Ouest fut ajoutée pour renforcer la défense de l’entrée du château. Le châtelet d’entrée, situé juste à côté de l’actuelle mairie, était composé de deux fines tours encadrant un pont levis franchissant le grand fossé.
Une seconde enceinte, sous la forme d’un grand boulevard d’artillerie, fut construite avec une double fonction : éloigner les éventuelles pièces d’artillerie ennemies du corps de logis et permettre une circulation plus aisée de celles des défenseurs. Cinq pavillons disposés sur son pourtour avaient un rôle défensif et ornemental. Deux d’entre eux existent encore aux angles Nord-Est et Sud-Ouest. Sur la façade Ouest du château se trouvait la basse cour, au-delà du boulevard d’artillerie. Elle comprenait un certain nombre de dépendances dont les écuries. Celles-ci sont toujours présentes sous la forme d’un grand bâtiment du XVIe siècle, éclairé par des lucarnes décorées. Le rez-de-chaussée est couvert d’une voûte où demeurent de grandes fresques mettant en scène des chevaux et d’autres éléments liés au domaine équestre.
Enfin, de grands jardins entouraient autrefois le château. Au Sud, on trouvait d’anciens jardins à la française du XVIe siècle. D’autres jardins, en terrasse, furent ajoutés au XVIIIe siècle du côté Ouest du château. Ils étaient délimités par le canal toujours visible en contrebas. Dans le bourg des Cars, l’église, d’origine médiévale mais largement remaniée, renferme une croix reliquaire du XIIIe siècle. Sur les clefs de voûte de la nef, on peut apercevoir le blason des Pérusse. Des maisons d’officiers seigneuriaux sont également présentes le long de la rue principale.
À la Révolution, les Pérusse émigrèrent en Angleterre. Le château fut saisi comme bien national et finalement revendu à des carriers. Ceux-ci le démolirent afin de revendre les matériaux, n’épargnant que la tour d’artillerie de l’angle Sud-Ouest et une partie de la tour maîtresse. Aujourd’hui, le château est la propriété de la commune qui tente, avec l’aide d’une association d’archéologues, de mettre ses ruines en valeur.

## Description
Le château dont les ruines subsistent a été construit au XVIe siècle, des fouilles récentes ont mis en évidence les vestiges de plusieurs édifices antérieurs. Il reste notamment les deux tours de flanquement, les arases des anciens logis, un boulevard d'artillerie du XVIe siècle bordé de pavillons., et dans la basse-cour les anciennes écuries.
Avant sa destruction, le château se présentait sous la forme d’un carré de plus de 30 mètres de côté, composé d’une grande tour maîtresse, de corps de logis et de tours d’angles qui ont disparu. Ces structures s’organisaient autour d’une cour intérieure richement ornée. La tour principale, encore en partie debout à l’angle sud-est, était composée de grandes pièces, éclairée par de grandes baies. C’est probablement là que se trouvait le cœur du château.

### Les écuries du château
L'édifice original du troisième quart du XVIe siècle a été remanié probablement au XVIIe siècle ; construction d'un escalier droit en pierre, avec réemploi de marches d'un ancien escalier en vis, contre le pignon nord et la modification des portes d'accès à l'étage percées dans les pignons, ainsi que les parties hautes des murs à la suite d'une réfection de la toiture.
Elles se présentent sous la forme d'un long bâtiment rectangulaire de 38 × 12 mètres hors œuvres. La façade symétrique s'articule autour d'une porte centrale qui n'est plus dans son état d'origine, et s'éclaire par quatre jours carrés percés au premier niveau du grenier, surmontés dans les combles par des lucarnes à traverse, ornées de pilastres à disques sculptés, et de pinacles et frontons à motif de coquille. Il subsiste les traces d'un décor de faux joints. À noter sur la voûte en berceau du rez-de-chaussée les peintures figurant des scènes équestres qui peuvent être attribuées à François de Pérusse, comte des Cars en 1546, mort en 1595. Ce programme pictural est à rapprocher de celui des écuries du château de Villeneuve-Lembron.

## Protection
Les vestiges du château font l'objet d'une protection partielle au titre des monuments historiques.
Sont inscrits par arrêté du 21 décembre 1982 :
- les vestiges de l'ancien château avec les deux tours et le pavillon du XVIe siècle ;
- le pavillon du XVIIIe siècle ;
- la maison à lucarnes du XVIe siècle ;
- la porte en arc sur le passage entre la place de la Mairie et la place dite Cour des Miracles ;
- le canal (à l'exclusion de la porte en arc dépendant du domaine public).

Sont classées par arrêté du 15 mai 2012 :
- les écuries et leur terrain d'assiette, correspondant à l'ancienne basse-cour du château, en totalité.